# Dolichognatha richardi
Dolichognatha richardi là một loài nhện trong họ Tetragnathidae.
Loài này thuộc chi Dolichognatha. Dolichognatha richardi được miêu tả năm 1955 bởi Marples.